# Canena
Canena é um município da Espanha na província de Jaén, comunidade autónoma da Andaluzia, de área 14,4 km² com população de 2089 habitantes (2007) e densidade populacional de 148,10 hab/km².

## Demografia
| Variação demográfica do município entre 1991 e 2004 | Variação demográfica do município entre 1991 e 2004 | Variação demográfica do município entre 1991 e 2004 | Variação demográfica do município entre 1991 e 2004 |
| --------------------------------------------------- | --------------------------------------------------- | --------------------------------------------------- | --------------------------------------------------- |
| 1991                                                | 1996                                                | 2001                                                | 2004                                                |
| 2063                                                | 2137                                                | 2097                                                | 2103                                                |